# Gran Galà del calcio AIC 2021

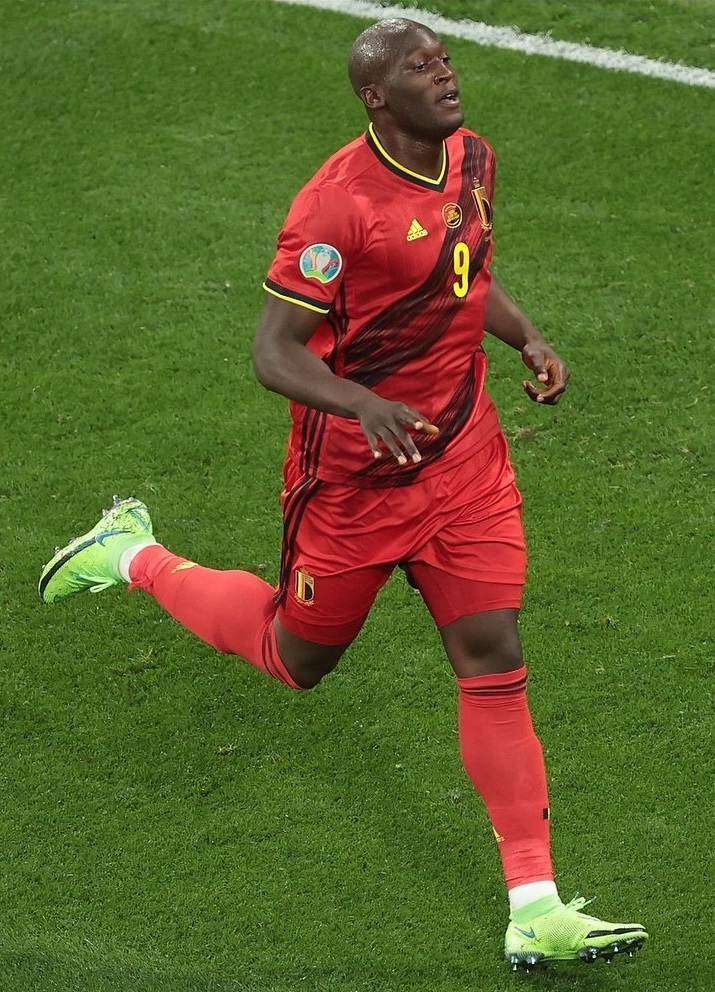
Il belga Romelu Lukaku, migliore calciatore assoluto al Gran Galà del calcio AIC 2021.

Il Gran Galà del calcio AIC 2021 è stata l'undicesima edizione dell'omonima manifestazione in cui sono stati premiati, da parte dell'Associazione Italiana Calciatori, i protagonisti del calcio italiano per la stagione 2020-2021.
I riconoscimenti sono stati resi noti il 21 marzo 2022.
Protagonista dell'edizione è stata l'Inter, capace di primeggiare, attraverso i suoi tesserati, nella squadra dell'anno con cinque elementi, nonché nei riconoscimenti riservati al miglior calciatore assoluto, Romelu Lukaku, e al miglior allenatore, Antonio Conte, quest'ultimo al quarto successo dopo i tre conseguiti alla guida della Juventus (record condiviso con Massimiliano Allegri). L'Inter è stata premiata anche, per la prima volta, come miglior società.

## Vincitori
Squadra dell'anno (calcio maschile)
| Ruolo | Naz.                      | Giocatore            | Squadra  |
| ----- | ------------------------- | -------------------- | -------- |
| P     | Italia (bandiera)         | Gianluigi Donnarumma | Milan    |
| D     | Marocco (bandiera)        | Achraf Hakimi        | Inter    |
| D     | Paesi Bassi (bandiera)    | Stefan de Vrij       | Inter    |
| D     | Italia (bandiera)         | Alessandro Bastoni   | Inter    |
| D     | Francia (bandiera)        | Theo Hernández       | Milan    |
| C     | Italia (bandiera)         | Nicolò Barella       | Inter    |
| C     | Costa d'Avorio (bandiera) | Franck Kessié        | Milan    |
| C     | Italia (bandiera)         | Federico Chiesa      | Juventus |
| A     | Colombia (bandiera)       | Luis Muriel          | Atalanta |
| A     | Belgio (bandiera)         | Romelu Lukaku        | Inter    |
| A     | Portogallo (bandiera)     | Cristiano Ronaldo    | Juventus |

Migliore calciatore assoluto
| Piazzamento | Giocatore     | Squadra |
| ----------- | ------------- | ------- |
| Vincitore   | Romelu Lukaku | Inter   |

Migliore allenatore
| Piazzamento | Allenatore    | Squadra |
| ----------- | ------------- | ------- |
| Vincitore   | Antonio Conte | Inter   |

Migliore calciatore della Serie B
| Piazzamento | Giocatore     | Squadra |
| ----------- | ------------- | ------- |
| Vincitore   | Samuele Ricci | Empoli  |

Miglior società
| Piazzamento | Società calcistica |
| ----------- | ------------------ |
| Vincitore   | Inter              |

Gol dell'anno
| Piazzamento | Giocatore       | Squadra | Partita                          |
| ----------- | --------------- | ------- | -------------------------------- |
| Vincitore   | Mattia Zaccagni | Verona  | Spezia - Verona (3 gennaio 2021) |

Migliore arbitro
| Piazzamento | Arbitro        |
| ----------- | -------------- |
| Vincitore   | Daniele Orsato |

Squadra dell'anno (calcio femminile)
| Ruolo | Naz.              | Giocatrice          | Squadra  |
| ----- | ----------------- | ------------------- | -------- |
| P     | Italia (bandiera) | Francesca Durante   | Verona   |
| D     | Italia (bandiera) | Elisa Bartoli       | Roma     |
| D     | Italia (bandiera) | Elena Linari        | Roma     |
| D     | Italia (bandiera) | Cecilia Salvai      | Juventus |
| D     | Italia (bandiera) | Lisa Boattin        | Juventus |
| C     | Italia (bandiera) | Arianna Caruso      | Juventus |
| C     | Italia (bandiera) | Manuela Giugliano   | Roma     |
| C     | Italia (bandiera) | Valentina Cernoia   | Juventus |
| A     | Italia (bandiera) | Annamaria Serturini | Roma     |
| A     | Italia (bandiera) | Cristiana Girelli   | Juventus |
| A     | Italia (bandiera) | Benedetta Glionna   | Empoli   |

Calciatrice dell'anno
| Piazzamento | Giocatrice        | Squadra  |
| ----------- | ----------------- | -------- |
| Vincitrice  | Cristiana Girelli | Juventus |

Gol dell'anno (femminile)
| Piazzamento | Giocatrice       | Squadra  | Partita                            |
| ----------- | ---------------- | -------- | ---------------------------------- |
| Vincitrice  | Barbara Bonansea | Juventus | Juventus - Empoli (20 agosto 2020) |